# La col·lecció Hyde
La Col·lecció Hyde (The Hyde Collection) és un museu d'art a la ciutat de Glens Falls a l'estat de Nova York. Les col·leccions van ser dotades per la família Hyde. El museu es troba en una residència històrica reformada de principis del segle xx, la Hyde House, situada al 161 Warren Street de Glens Falls, Nova York, un edifici que figura al Registre Nacional de Llocs Històrics dels EUA.
Fundada per Louis i Charlotte Hyde, la col·lecció conté mobles històrics, llibres, pintures, escultures i ceràmica. Ara ampliat amb moltes addicions modernes, el museu, tot i que és relativament petit i "fora dels camins trillats", conté una àmplia i impressionant col·lecció que inclou antiguitats del Renaixement italià i franceses del segle xviii, i obres de Botticelli, El Greco, van Dyck, Ingres i Raffaello Sanzio, Rembrandt, Rubens, Tintoretto, Cézanne, Degas, Matisse, Picasso, Renoir i van Gogh. A més, també hi són presents obres d'importants artistes nord-americans com Eakins, Childe Hassam, Winslow Homer, Ryder i Whistler.

## Història
Charlotte Pruyn Hyde va establir un trust el 1952 que va dedicar la seva casa i la seva extensa col·lecció d'art a la comunitat. L'acord de confiança també estableix la futura missió del museu. La visió de Charlotte Hyde, tal com s'indica al fideïcomís, era que els administradors "establessin i mantinguessin un museu per a l'exposició d'objectes d'art... i promoguessin i conreessin l'estudi i la millora de les belles arts, per a l'educació i el benefici dels residents de Glens Falls i els voltants i el públic en general". La col·lecció d'art Hyde és un producte de l'època daurada del col·leccionista d'art privat (c. 1890 a 1940).
Charlotte Hyde (1867–1963) va néixer a Glens Falls, Nova York en una de les principals famílies industrials de la regió d'Adirondack. El seu pare, Samuel Pruyn (d'ascendència holandesa, pronunciat "Prine"), va cofundar Finch, Pruyn & Company, Inc. el 1865. Pruyn aviat es va convertir en l'únic propietari del fabricant de paper, i així va establir la base de la riquesa de la família.
La filla gran de Samuel, Charlotte, va conèixer el jove estudiant de dret de Harvard Louis Hyde (1866–1934) mentre acabava l'escola a Boston. Es van casar el 1901 i el 1906 el pare de Charlotte va animar el seu gendre a deixar la seva pràctica a Massachusetts i unir-se al negoci familiar. En conseqüència, la parella va tornar a la ciutat natal de Charlotte i Louis es va convertir en vicepresident de la fàbrica de paper.

Entre 1904 i 1912, Charlotte i les seves germanes, Nell Cunningham i Mary Hoopes, van construir cases en propietats adjacents amb vistes al riu Hudson (la Casa Cunningham i la Casa Hoopes). L'arquitecte de Boston Henry Forbes Bigelow va rebre l'encàrrec de dissenyar les tres residències. Les tres cases van ser construïdes pel conegut arquitecte i enginyer estructural Robert Rheinlander. Cadascun va abraçar la propensió del Renaixement nord-americà a adaptar les tradicions arquitectòniques europees al gust americà. La Hyde House, però, acabada l'any 1912 a l'estil d'un palau renaixentista florentí, s'erigeix com l'exemple més impressionant i significatiu d'aquesta pràctica.

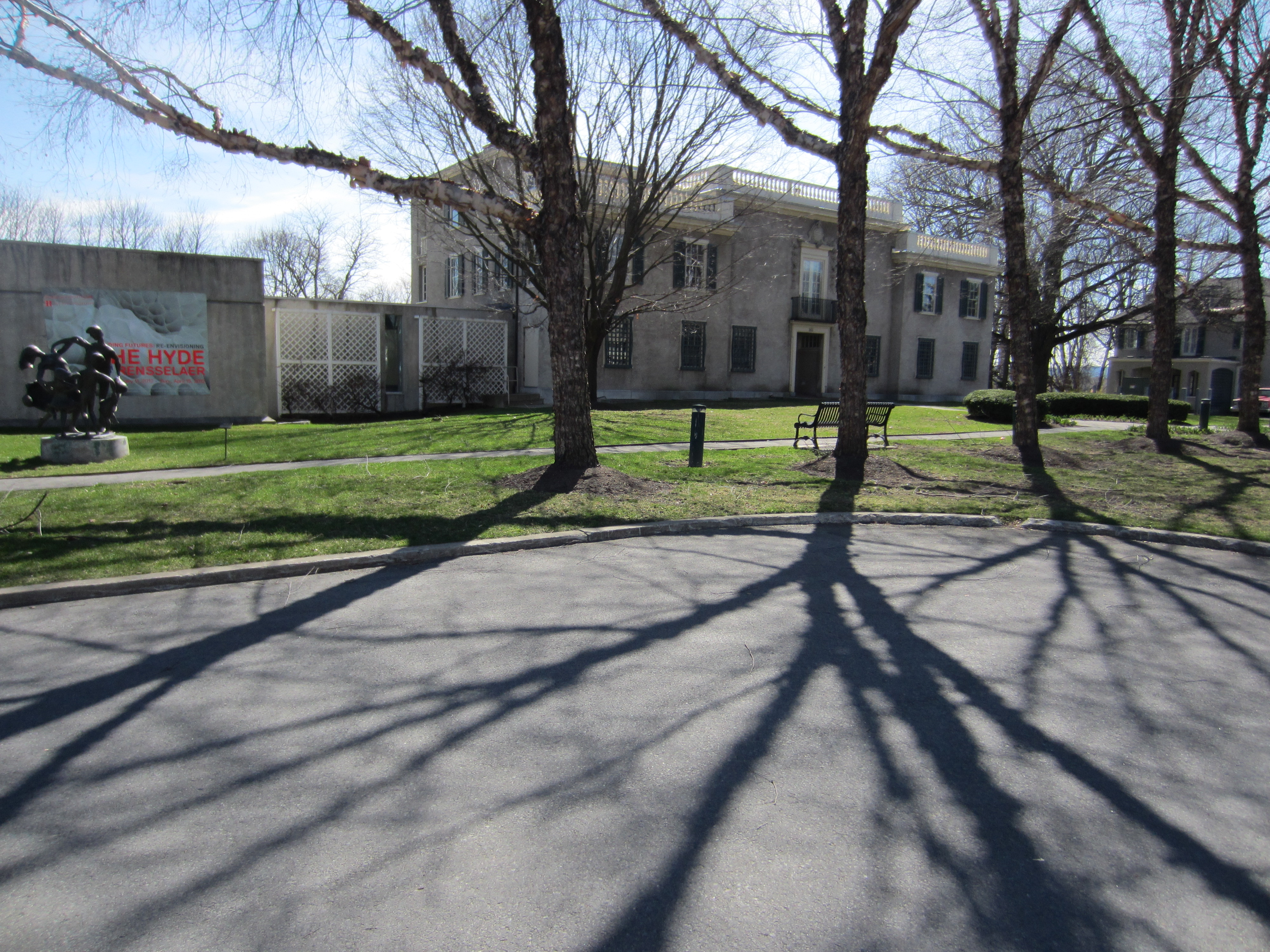
Mirant cap a l'est
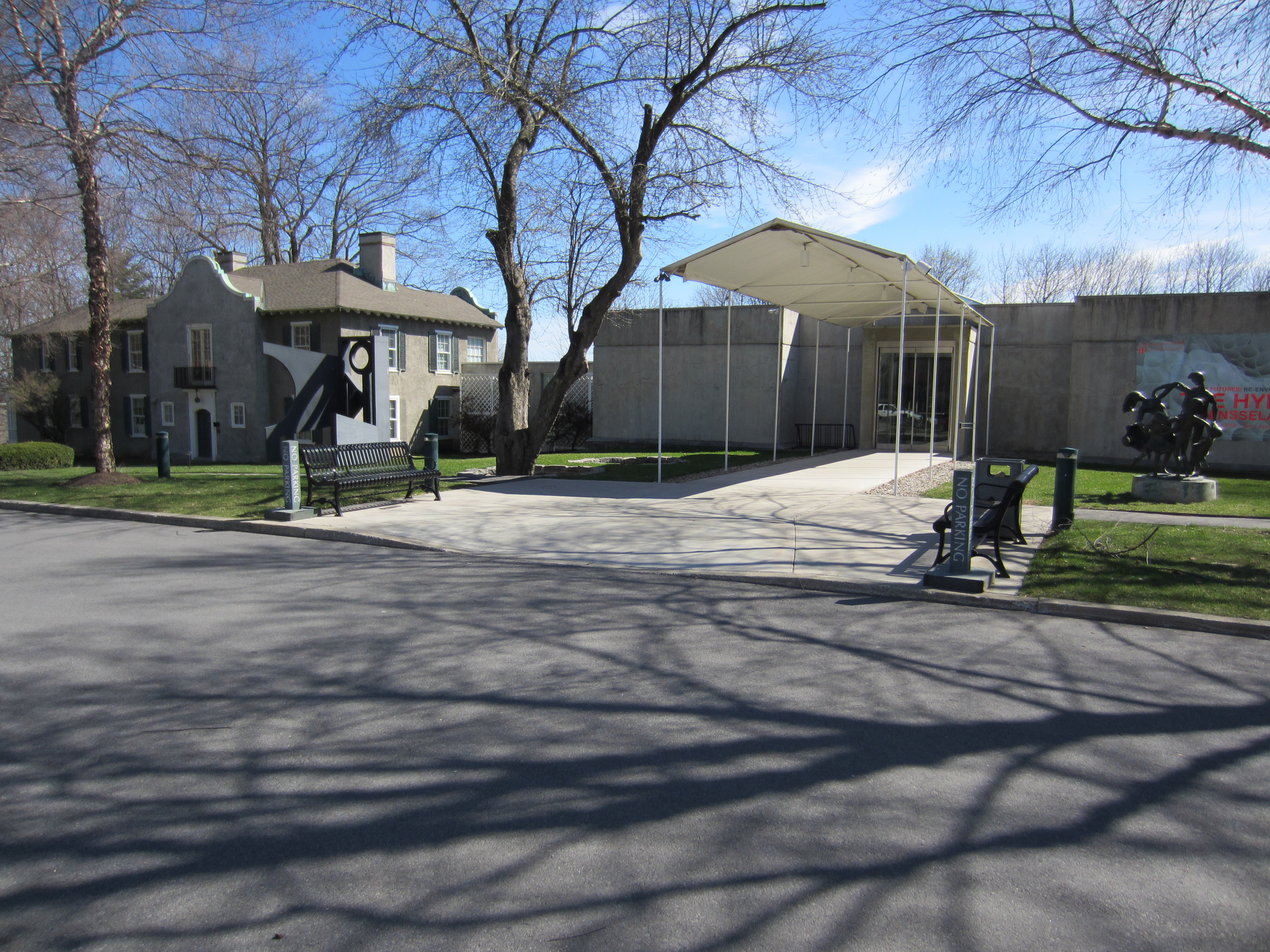
Mirant cap a l'oest

Amb la casa Hyde completa, la parella va començar a adquirir el mobiliari i les obres d'art que millor s'adaptaven a l'escala i l'entorn de la seva nova llar. Al llarg de les dècades següents, van continuar adquirint peces durant les estades d'estiu a Europa, i més sovint, dels seus distribuïdors preferits de la ciutat de Nova York.
El 1930, la seva col·lecció va ser àmpliament reconeguda. Quan Louis Hyde va morir el 1934, s'havia reunit aproximadament un terç de la col·lecció bàsica. Durant els següents 30 anys, Charlotte Hyde va continuar ampliant-lo, fins i tot incloent objectes representatius de la història de l'art occidental. Van ser ajudats en la col·lecció pel conegut estudiós de l'art del Renaixement, Bernard Berenson.
Tres mesos després de la mort de Charlotte Hyde el 1963, la Col·lecció Hyde es va obrir al públic en general. El 1984 Hyde House va ser inclosa al Registre Nacional de Llocs Històrics. El 1989, una expansió dissenyada per Edward Larrabee Barnes va connectar Hyde House i la recentment adquirida Cunningham House. Aquesta incorporació de quatre galeries, un auditori, magatzem d'art, aules i una botiga del museu, va ampliar l'abast del museu.
Avui en dia, aquesta expansió admet un programa ambiciós d'exposicions especials que inclou una diversitat d'estils, períodes i mitjans. Des de mostres monogràfiques d'artistes com Winslow Homer i Auguste Rodin, fins a projectes definits de manera més àmplia, cadascuna pretén servir com a complement important a la instal·lació semipermanent de Hyde House.
El maig de 2004, The Hyde va completar una ampliació i renovació. La restauració completa de la històrica Hyde House es va desplegar, amb l'exterior d'estuc completament substituït i restaurat, mentre que a l'interior, la implementació d'un pla de mobiliari històric va capturar eficaçment un passat que abans es va esvair i va tornar un grau d'integritat elevat a l'experiència del visitant. L'abril de 2010, Finch Paper va anunciar la compra del Glens Falls Armory, adjacent a la Hyde Collection, per a una possible ampliació del museu i els seus programes.